# Ipswich (borough)
Ipswich – dystrykt w hrabstwie Suffolk w Anglii. W 2011 roku dystrykt liczył 133 384  mieszkańców.

## Miasta
- Ipswich

## Inne miejscowości
- Alexandra, Bixley, Bridge, Castle Hill, Gainsborough, Gipping, Holywells, Priory Heath, Rushmere, Sprites, St. John’s, St. Margaret’s, Stoke Park, Westgate, Whitehouse i Whitton[3].